# Mamore (rivier)
De Mamore is een rivier in het Amazonegebied. De rivier stroomt voor grootste deel in Bolivia en voor een deel op de Boliviaans-Braziliaanse grens.
Zij ontstaat door de samenvloeiing van de rivieren Chapare en de Mamorecillo op de coördinaten 15° 57′ ZB, 64° 45′ OL.
De rivier is van Puerto Villaroel (Ichilo) tot Guayaramerín (1.507 km) het gehele jaar door bevaarbaar.

## Eilanden
In de loop van de rivier bevinden zich veel eilanden, waarvan het voornaamste Suárez genoemd wordt, en betwist wordt door beide landen. De voornaamste eilanden van de Mamore zijn:
| Isla/eiland                           | oppervlak van het eiland km² | Coördinaten            |
| ------------------------------------- | ---------------------------- | ---------------------- |
| Bolivia29° 58′ 41″ NB, 31° 07′ 53″ OL |                              |                        |
| naamloos1                             | 0,32                         | 15° 54′ ZB, 64° 44′ OL |
| naamloos2                             | 0,49                         | 14° 48′ ZB, 65° 2′ OL  |
| naamloos3                             | 0,94                         | 11° 54′ ZB, 65° 1′ OL  |
| Brazilië                              |                              |                        |
| naamloos4                             | 2,32                         | 11° 39′ ZB, 65° 13′ OL |
| naamloos5                             | 0,91                         | 11° 23′ ZB, 65° 20′ OL |
| naamloos6                             | 0,17                         | 10° 56′ ZB, 65° 16′ OL |
| naamloos7                             | 1,95                         | 10° 56′ ZB, 65° 17′ OL |
| naamloos8                             | 0,46                         | 10° 49′ ZB, 65° 20′ OL |
| naamloos9                             | 0,10                         | 10° 48′ ZB, 65° 21′ OL |
| Suárez                                | 2,58                         | 10° 48′ ZB, 65° 22′ OL |
| naamloos10                            | 0,73                         | 10° 37′ ZB, 65° 25′ OL |